# Épinay-Champlâtreux
Épinay-Champlâtreux ist eine französische Gemeinde mit 58 Einwohnern (Stand: 1. Januar 2022) im Département Val-d’Oise in der Region Île-de-France; sie gehört zum Arrondissement Sarcelles und zum Kanton Fosses (bis 2015: Kanton Luzarches). Die Einwohner werden Spinaciens genannt.

## Geographie
Épinay-Champlâtreux liegt etwa 25 Kilometer nördlich von Paris. Umgeben wird Épinay-Champlâtreux von den Nachbargemeinden Luzarches im Norden, Lassy im Osten, Jagny-sous-Bois im Osten und Südosten, Mareil-en-France im Süden und Südosten, Villiers-le-Sec im Süden und Südwesten sowie Belloy-en-France im Westen.
Durch die Gemeinde führt die frühere Route nationale 16 (heutige D316).

## Bevölkerungsentwicklung
| Jahr                      | 1962 | 1968 | 1975 | 1982 | 1990 | 1999 | 2006 | 2012 |
| Einwohner                 | 69   | 77   | 66   | 67   | 66   | 75   | 69   | 69   |
| Quelle: Cassini und INSEE |      |      |      |      |      |      |      |      |

## Sehenswürdigkeiten

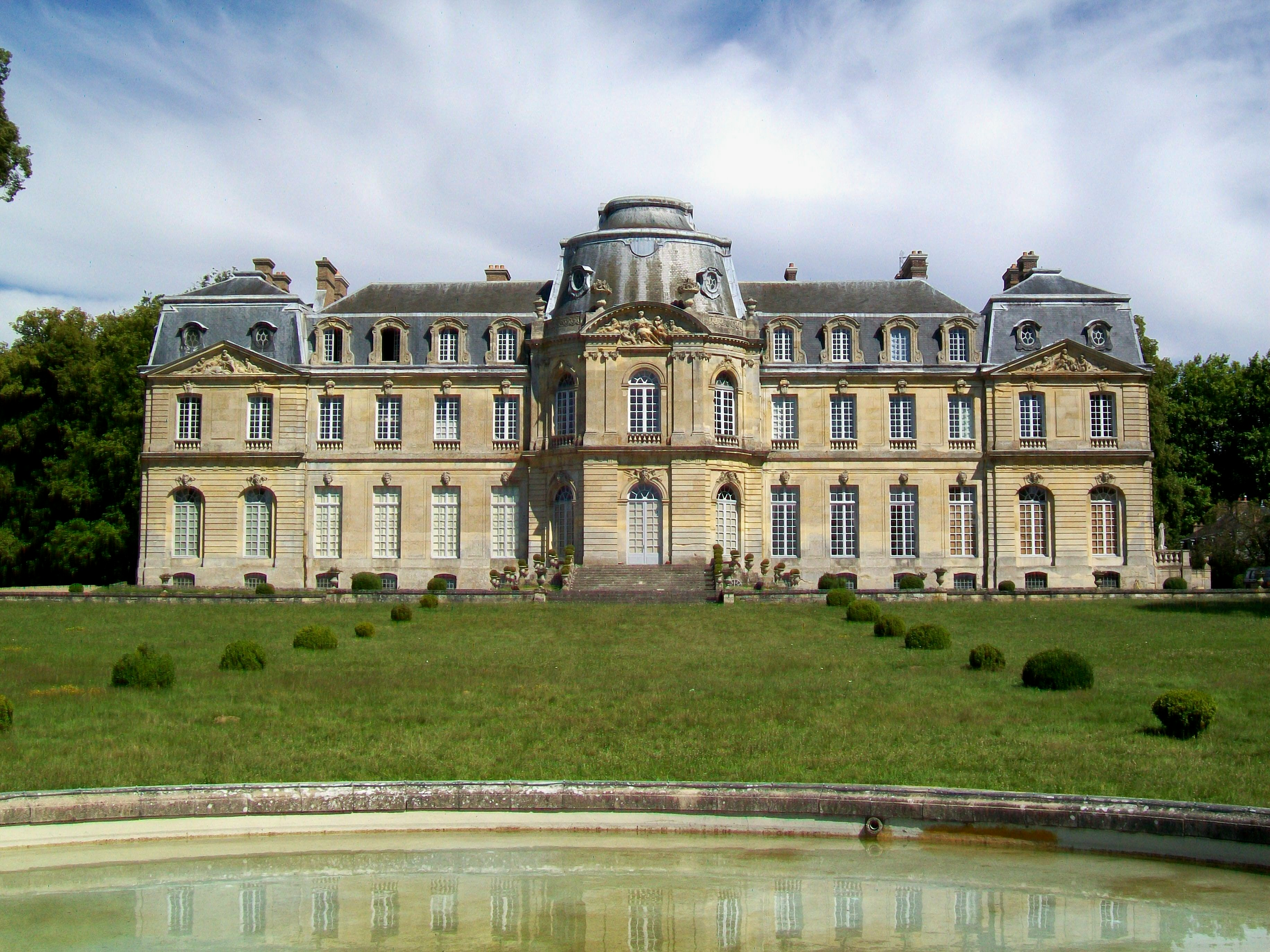
Schloss Champlâtreux

- Kirche Saint-Eutrope, im Stile der Klassik 1766 erbaut
- Schloss Champlâtreux, Schloss und Domäne im klassischen Stil im 18. Jahrhundert erbaut, englischer Park und französischer Garten (Jardin), in einem Nebenbau ist die Mairie (Rathaus) der Gemeinde eingerichtet, seit 1989 Monument historique
- Alter befestigter Gutshof in der kleinen Ortschaft Trianon

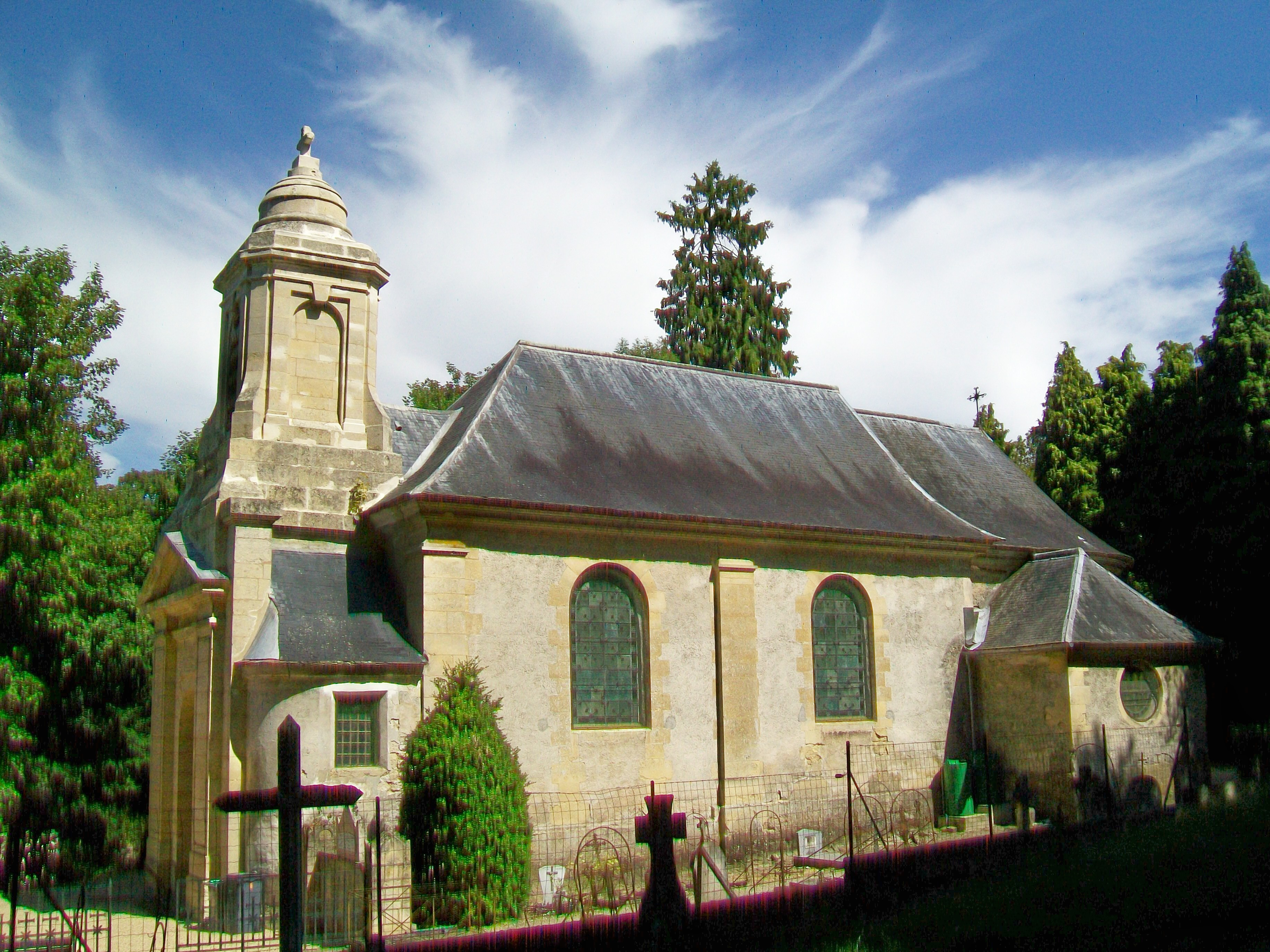
Kirche Saint-Eutrope
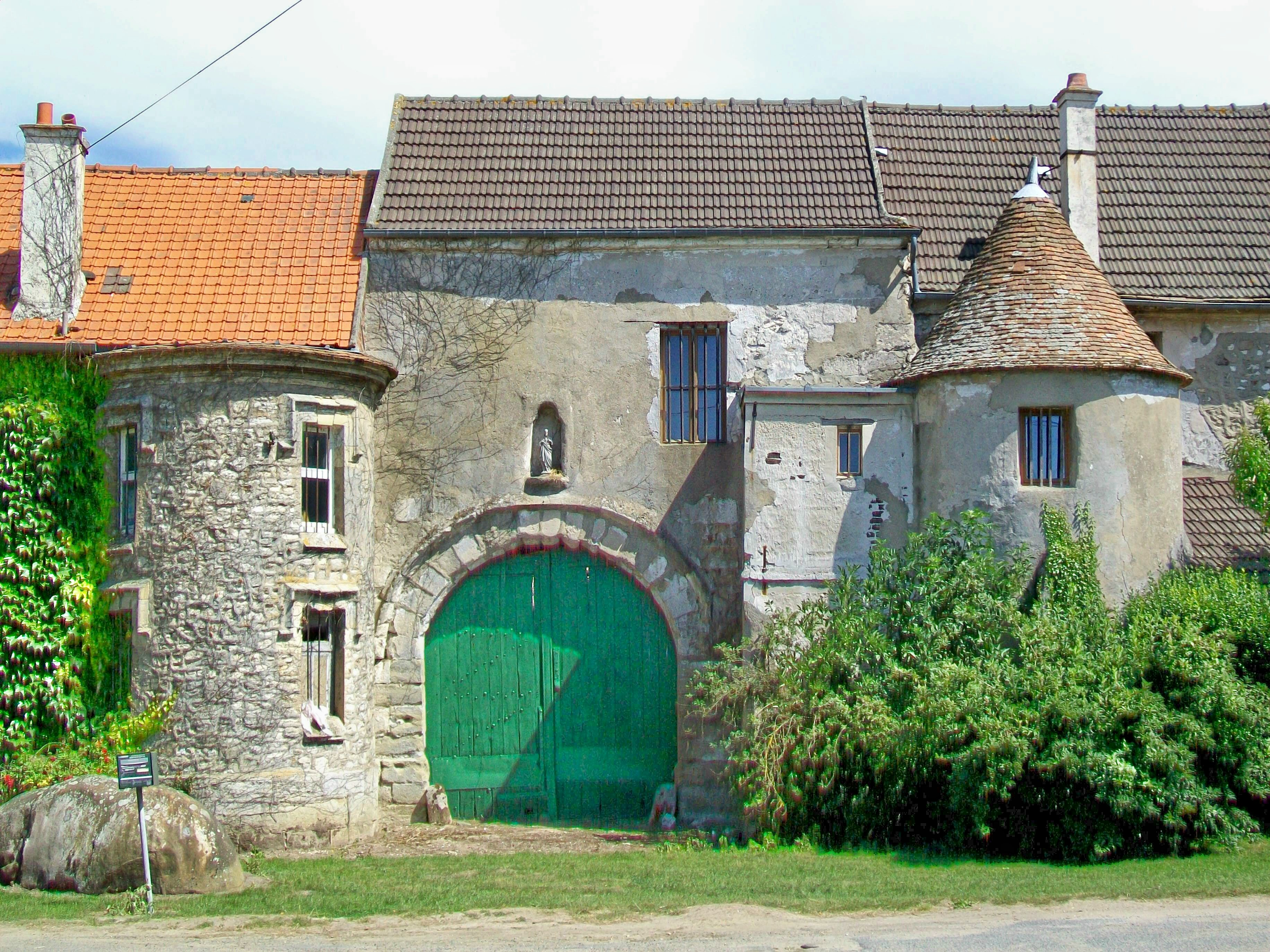
Alter Gutshof

## Persönlichkeiten
- Louis-Mathieu Molé (1781–1855), Politiker, Justiz- (1813–1814) und Außenminister (1830, 1836–1839)